# Newmark-beta-Verfahren
Newmark-beta-Verfahren sind Methoden zur impliziten numerischen Integration von Differenzialgleichungen. Die Verfahren gehören zu den Einschrittverfahren, da zur Berechnung der Werte zur Zeit tn+1 nur die Werte des vorangegangenen Zeitschritts zur Zeit tn benötigt werden. Dabei werden zwei Parameter β (beta) und γ eingeführt, mit denen die Stabilität und die Genauigkeit des Verfahrens gesteuert werden. Die Verfahrensklasse ist in der numerischen Analyse der Dynamik von Festkörpern wie in der Finite-Elemente-Methode weit verbreitet. Benannt ist sie nach Nathan M. Newmark, der sie 1959 für die Anwendung in der Strukturdynamik entwickelte.

## Herleitung

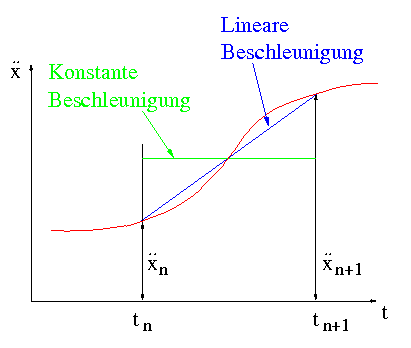
Annahme linearer oder konstanter Beschleunigung

Im Zeitintervall {\displaystyle [t_{0},t_{e}]}, in dem eine Lösung {\displaystyle x(t)} einer Differenzialgleichung zweiter Ordnung in der Zeit gesucht wird, sei eine streng monoton steigende Folge von Zeitpunkten {\displaystyle \{t_{0},t_{1},\dotsc ,t_{e}\}} vorgegeben, zu denen die Lösung {\displaystyle x(t)} berechnet werden soll. Der Wert der Variable {\displaystyle x_{n}}, ihre Rate {\displaystyle {\dot {x}}_{n}} und Beschleunigung {\displaystyle {\ddot {x}}_{n}} seien zur Zeit tn bekannt. Die Beschleunigung wird im Intervall {\displaystyle t\in [t_{n},t_{n+1}]} linear interpoliert, siehe Bild:
| {\displaystyle {\ddot {x}}^{h}(t)={\frac {t_{n+1}-t}{t_{n+1}-t_{n}}}{\ddot {x}}_{n}+{\frac {t-t_{n}}{t_{n+1}-t_{n}}}{\ddot {x}}_{n+1}} |  | (I) |
| {\displaystyle {\ddot {x}}^{h}(t)={\frac {t_{n+1}-t}{t_{n+1}-t_{n}}}{\ddot {x}}_{n}+{\frac {t-t_{n}}{t_{n+1}-t_{n}}}{\ddot {x}}_{n+1}} |  | (I) |

worin {\displaystyle x^{h}} eine Näherungslösung der gesuchten Funktion {\displaystyle x} bezeichnet. Integration über die Zeit liefert mit {\displaystyle \Delta t=t-t_{n}}:
| {\displaystyle {\dot {x}}^{h}(t)={\dot {x}}_{n}+\int _{t_{n}}^{t}{\ddot {x}}^{h}(\tau )\,\mathrm {d} \tau ={\dot {x}}_{n}+\Delta t\,[(1-\gamma ){\ddot {x}}_{n}+\gamma \,{\ddot {x}}^{h}(t)]} |  | (II) |
| {\displaystyle {\dot {x}}^{h}(t)={\dot {x}}_{n}+\int _{t_{n}}^{t}{\ddot {x}}^{h}(\tau )\,\mathrm {d} \tau ={\dot {x}}_{n}+\Delta t\,[(1-\gamma ){\ddot {x}}_{n}+\gamma \,{\ddot {x}}^{h}(t)]} |  | (II) |

| {\displaystyle x^{h}(t)=x_{n}+\int _{t_{n}}^{t}{\dot {x}}^{h}(\tau )\mathrm {d} \tau =x_{n}+\Delta t\,{\dot {x}}_{n}+\Delta t^{2}\left[\left({\frac {1}{2}}-\beta \right){\ddot {x}}_{n}+\beta \,{\ddot {x}}^{h}(t)\right]} |  | (III) |
| {\displaystyle x^{h}(t)=x_{n}+\int _{t_{n}}^{t}{\dot {x}}^{h}(\tau )\mathrm {d} \tau =x_{n}+\Delta t\,{\dot {x}}_{n}+\Delta t^{2}\left[\left({\frac {1}{2}}-\beta \right){\ddot {x}}_{n}+\beta \,{\ddot {x}}^{h}(t)\right]} |  | (III) |

Mit
β = 1/6 und γ = 1/2
sind diese Formeln exakt und liefern das lineare Beschleunigungsverfahren. Unter der Voraussetzung, dass die Extremwerte der Beschleunigung im Intervall [tn,tn+1] an den Grenzen des Intervalls auftreten, stellen die Integrale in Gleichungen (II) und (III) eine abgebrochene Taylorreihe mit Restglied dar, wobei mit 0≤β≤1 und 0≤γ≤1 andere Approximationen {\displaystyle x^{h}} gefunden werden. So können auch andere Werte für die Konstanten β und γ motiviert werden.

## Start der Berechnung
Der Newmark-Algorithmus startet zur Zeit t=t0 mit n=0. Zumeist wird angenommen, dass für t≤t0 die Beschleunigungen verschwinden. Mit dieser Annahme ist der Algorithmus unter Vorgabe der Anfangswerte x0 und Anfangsgeschwindigkeit ẋ0 selbststartend, d. h. die Anfangsbeschleunigungen brauchen nicht in einem ersten Schritt berechnet zu werden.

## Aktualisierung der Variablen
Mit dem Newmark-Algorithmus werden aus gegebenen Werten {\displaystyle x_{n},{\dot {x}}_{n}} und {\displaystyle {\ddot {x}}_{n}} zur Zeit tn die entsprechenden Werte zur Zeit tn+1 berechnet. Die im Intervall {\displaystyle [t_{n},t_{n+1}]} liegenden Werte können mit den #Gleichungen (I) bis (III) interpoliert werden. Mit {\displaystyle t=t_{n+1}} und {\displaystyle {\ddot {x}}^{h}(t_{n+1})={\ddot {x}}_{n+1}} bekommt man aus Gleichungen (II) und (III):
| {\displaystyle {\dot {x}}^{h}(t_{n+1})=:{\dot {x}}_{n+1}={\dot {x}}_{n}+\Delta t[(1-\gamma )\,{\ddot {x}}_{n}+\gamma \,{\ddot {x}}_{n+1}]} |  | (IV) |
| {\displaystyle {\dot {x}}^{h}(t_{n+1})=:{\dot {x}}_{n+1}={\dot {x}}_{n}+\Delta t[(1-\gamma )\,{\ddot {x}}_{n}+\gamma \,{\ddot {x}}_{n+1}]} |  | (IV) |

| {\displaystyle x^{h}(t_{n+1})=:x_{n+1}=x_{n}+\Delta t{\dot {x}}_{n}+\Delta t^{2}\left[\left({\frac {1}{2}}-\beta \right){\ddot {x}}_{n}+\beta \,{\ddot {x}}_{n+1}\right]} |  | (V) |
| {\displaystyle x^{h}(t_{n+1})=:x_{n+1}=x_{n}+\Delta t{\dot {x}}_{n}+\Delta t^{2}\left[\left({\frac {1}{2}}-\beta \right){\ddot {x}}_{n}+\beta \,{\ddot {x}}_{n+1}\right]} |  | (V) |

Die beiden Gleichungen (IV) und (V) enthalten drei Unbekannte {\displaystyle x_{n+1},{\dot {x}}_{n+1}} und {\displaystyle {\ddot {x}}_{n+1}}. Die dritte zum Abschluss benötigte Gleichung liefert die zu lösende Differenzialgleichung. Bei {\displaystyle \beta \neq 0} kann auch {\displaystyle x_{n+1}} als primäre Unbekannte gewählt werden:
{\displaystyle {\ddot {x}}_{n+1}={\frac {1}{\beta \Delta t^{2}}}(x_{n+1}-x_{n})-{\frac {1}{\beta \Delta t}}{\dot {x}}_{n}-{\frac {{\frac {1}{2}}-\beta }{\beta }}{\ddot {x}}_{n}}
{\displaystyle {\dot {x}}_{n+1}={\frac {\gamma }{\beta \Delta t}}(x_{n+1}-x_{n})+\left(1-{\frac {\gamma }{\beta }}\right){\dot {x}}_{n}+\Delta t{\frac {\beta -{\frac {1}{2}}\gamma }{\beta }}{\ddot {x}}_{n}}.
Sind einmal die Werte {\displaystyle x_{n+1},{\dot {x}}_{n+1}} und {\displaystyle {\ddot {x}}_{n+1}} berechnet, wird der Zähler {\displaystyle n} inkrementiert und die Berechnung fortgesetzt, bis das Ende des interessierenden Zeitintervalls erreicht ist.

## Spezialfälle

### Konstante Durchschnittsbeschleunigungsverfahren
Die ursprüngliche Form des Newmark-Verfahrens entspricht einer konstanten mittleren Beschleunigung
{\displaystyle {\ddot {x}}^{h}(t)={\frac {1}{2}}({\ddot {x}}_{n+1}+{\ddot {x}}_{n})}
siehe Bild in der #Herleitung. Vergleich mit den obigen #Gleichungen (IV) und (V) führt auf
{\displaystyle \beta ={\frac {1}{4}}} und {\displaystyle \gamma ={\frac {1}{2}}}
| Gleichung | Folgerung                              |
| --- | -------------------------------------- |
| {\displaystyle {\dot {x}}_{n+1}={\dot {x}}_{n}+\int _{t_{n}}^{t_{n+1}}{\ddot {x}}^{h}(\tau )\,\mathrm {d} \tau ={\dot {x}}_{n}+{\frac {\Delta t}{2}}({\ddot {x}}_{n}+{\ddot {x}}_{n+1})} | {\displaystyle \gamma ={\frac {1}{2}}} |
| {\displaystyle {\begin{aligned}x_{n+1}=&x_{n}+\int _{t_{n}}^{t_{n+1}}{\dot {x}}^{h}\,\mathrm {d} \tau \\=&x_{n}+\int _{t_{n}}^{t_{n+1}}\left({\dot {x}}_{n}+{\frac {\tau -t_{n}}{2}}({\ddot {x}}_{n}+{\ddot {x}}_{n+1})\right)\mathrm {d} \tau \\=&x_{n}+\Delta t\,{\dot {x}}_{n}+{\frac {\Delta t^{2}}{4}}({\ddot {x}}_{n}+{\ddot {x}}_{n+1})\end{aligned}}} | {\displaystyle \beta ={\frac {1}{4}}}  |

### Zentrale Differenzenquotienten
Die zentralen Differenzenquotienten
| {\displaystyle {\dot {x}}_{n}={\frac {1}{2\Delta t}}(x_{n+1}-x_{n-1})} |  | (VI) |
| {\displaystyle {\dot {x}}_{n}={\frac {1}{2\Delta t}}(x_{n+1}-x_{n-1})} |  | (VI) |

| {\displaystyle {\ddot {x}}_{n}={\frac {1}{\Delta t^{2}}}(x_{n+1}-2\,x_{n}+x_{n-1})} |  | (VII) |
| {\displaystyle {\ddot {x}}_{n}={\frac {1}{\Delta t^{2}}}(x_{n+1}-2\,x_{n}+x_{n-1})} |  | (VII) |

entsprechen den obigen #Gleichungen (IV) und (V) mit
{\displaystyle \beta =0} und {\displaystyle \gamma ={\frac {1}{2}}}.
| Gleichung | Folgerung                              |
| --- | -------------------------------------- |
| {\displaystyle {\begin{array}{lcl}{\ddot {x}}_{n}&=&{\frac {1}{\Delta t^{2}}}(x_{n+1}-2\,x_{n}+x_{n-1})\\[1ex]\rightarrow x_{n-1}&=&\Delta t^{2}{\ddot {x}}_{n}-x_{n+1}+2\,x_{n}\\[1ex]{\dot {x}}_{n}&=&{\frac {1}{2\Delta t}}(x_{n+1}-x_{n-1})\\[1ex]\rightarrow \Delta t{\dot {x}}_{n}&=&{\frac {1}{2}}(x_{n+1}-x_{n-1})=x_{n+1}-{\frac {\Delta t^{2}}{2}}{\ddot {x}}_{n}-x_{n}\\[1ex]\rightarrow x_{n+1}&=&x_{n}+\Delta t{\dot {x}}_{n}+{\frac {\Delta t^{2}}{2}}{\ddot {x}}_{n}\end{array}}} | {\displaystyle \beta =0}               |
| {\displaystyle {\begin{array}{lcl}{\frac {\Delta t}{2}}{\ddot {x}}_{n}&=&{\frac {1}{2\Delta t}}(x_{n+1}-2\,x_{n}+x_{n-1})\\[1ex]{\frac {\Delta t}{2}}{\ddot {x}}_{n+1}&=&{\frac {1}{2\Delta t}}(x_{n+2}-2\,x_{n+1}+x_{n})\\[2ex]{\dot {x}}_{n}&=&{\frac {1}{2\Delta t}}(x_{n+1}-x_{n-1})\\[1ex]{\dot {x}}_{n+1}&=&{\frac {1}{2\Delta t}}(x_{n+2}-x_{n})\\[1ex]\rightarrow {\frac {\Delta t}{2}}({\ddot {x}}_{n}+{\ddot {x}}_{n+1})&=&{\frac {1}{2\Delta t}}(x_{n+2}-x_{n}-x_{n+1}+x_{n-1})={\dot {x}}_{n+1}-{\dot {x}}_{n}\\[1ex]\rightarrow {\dot {x}}_{n+1}&=&{\dot {x}}_{n}+{\frac {\Delta t}{2}}({\ddot {x}}_{n}+{\ddot {x}}_{n+1})\end{array}}} | {\displaystyle \gamma ={\frac {1}{2}}} |

## Explizite Zeitintegration
Das explizite Zeitintegrationsverfahren gehört nicht zur Familie der (impliziten!) Newmark-beta Algorithmen und wird hier nur zu Vergleichszwecken angegeben. Die obigen Gleichungen (VI) und (VII) für die zentralen Differenzenquotienten sind äquivalent zu
{\displaystyle {\begin{aligned}{\dot {x}}_{n+1/2}=&{\frac {1}{\Delta t}}(x_{n+1}-x_{n})\\{\ddot {x}}_{n}=&{\frac {1}{\Delta t}}({\dot {x}}_{n+1/2}-{\dot {x}}_{n-1/2})\end{aligned}}}.
Hier fällt auf, dass die Geschwindigkeiten immer in der Mitte der Zeitintervalle berechnet werden. Mit der Annahme
{\displaystyle {\begin{array}{lcl}{\dot {x}}_{n+1}&\approx &{\dot {x}}_{n+1/2}={\dot {x}}_{n-1/2}+\Delta t\,{\ddot {x}}_{n}\\x_{n+1}&=&x_{n}+\Delta t\,{\dot {x}}_{n+1/2}=x_{n}+\Delta t\,({\dot {x}}_{n-1/2}+\Delta t\,{\ddot {x}}_{n})\end{array}}}
können die Werte {\displaystyle x_{n+1}} und die Geschwindigkeiten {\displaystyle {\dot {x}}_{n+1}} zum Zeitpunkt tn+1 auf bereits bekannte Ergebnisse {\displaystyle x_{n},{\dot {x}}_{n-1/2},{\ddot {x}}_{n}} zurückgeführt werden und die Differenzialgleichung liefert die Bestimmungsgleichung für die nunmehr einzige Unbekannte {\displaystyle {\ddot {x}}_{n+1}}.

## Beispiel

Zeitintegration mit Algorithmen der Newmark Familie

Ein einfacher Schwinger gehorche in Abwesenheit einer Erregung der homogenen Differenzialgleichung
{\displaystyle {\ddot {x}}(t)+2\,D\,{\dot {x}}(t)+x(t)=0}.
mit Dämpfungsgrad D. Die analytische Lösung dieser Gleichung lautet
{\displaystyle {\begin{aligned}x(t)=\exp(-D\,t)[&A\sin(\omega t)+B\cos(\omega t)]\\{\dot {x}}(t)=\exp(-D\,t)[&(A\omega -B\,D)\cos(\omega t)\\&-(A\,D+B\omega )\sin(\omega t)]\end{aligned}}}
mit {\displaystyle \omega ={\sqrt {1-D^{2}}}}, der Exponentialfunktion exp sowie dem Sinus und Cosinus sin bzw. cos. Mit den Parametern aus der Tabelle
| Parameter | A  | B  | D     | ω     |
| Wert      | 13 | 84 | 13⁄85 | 84⁄85 |

resultieren die Anfangsauslenkung und -geschwindigkeit
{\displaystyle x(t=0)=x_{0}=84,\quad {\dot {x}}(t=0)={\dot {x}}_{0}=0}
sowie eine Anfangsbeschleunigung
{\displaystyle {\ddot {x}}(t=0)={\ddot {x}}_{0}=-x_{0}-2\,D\,{\dot {x}}_{0}=-84}
Die Differenzialgleichung liefert eine Gleichung für die aktuellen Unbekannten zur Zeit tn+1:
{\displaystyle {\ddot {x}}_{n+1}+2\,D\,{\dot {x}}_{n+1}+x_{n+1}=0}
Zusammen mit obigen Gleichungen (IV) und (V) resultiert ein geschlossenes System von drei Gleichungen für drei Unbekannte, das von
{\displaystyle {\begin{aligned}{\ddot {x}}_{n+1}=&{\frac {[2\,D\,(\gamma -1)+(\beta -1/2)\,\Delta t]\,{\ddot {x}}_{n}\,\Delta t-(2\,D+\Delta t)\,{\dot {x}}_{n}-x_{n}}{1+2\,D\,\gamma \,\Delta t+\beta \,\Delta t^{2}}}\\{\dot {x}}_{n+1}=&{\dot {x}}_{n}+[(1-\gamma )\,{\ddot {x}}_{n}+\gamma \,{\ddot {x}}_{n+1}]\Delta t\\x_{n+1}=&-{\ddot {x}}_{n+1}-2\,D\,{\dot {x}}_{n+1}\end{aligned}}}
gelöst wird. Die Zeitintegration mit dem Newmark-Verfahren im Intervall t∈[0,10π] und 𝚫t=0,5 liefert die Verläufe im Bild. Die mittlere Abweichung über N Zeitschritte
{\displaystyle e={\sqrt {\frac {\sum _{n=1}^{N}{(x_{n}-x(t_{n}))}^{2}}{N}}}}
als Maß für die Genauigkeit enthält die Tabelle mit vier signifikanten Stellen:
| Verfahren                         | β   | γ   | Mittlere Abweichung {\displaystyle e} | Mittlere Abweichung {\displaystyle e} | Mittlere Abweichung {\displaystyle e} |
| Verfahren                         | β   | γ   | 𝚫t=0,5, N=64                          | 𝚫t=0,05, N=630,                       | 𝚫t=0,005, N=6285                      |
| --------------------------------- | --- | --- | ------------------------------------- | ------------------------------------- | ------------------------------------- |
| Lineare Beschleunigung            | 1/6 | 1/2 | 0,8780                                | 8,839e-03                             | 8,850e-05                             |
| Zentrale Differenzen              | 0   | 1/2 | 1,262                                 | 1,239e-02                             | 1,241e-04                             |
| Konstante mittlere Beschleunigung | 1/4 | 1/2 | 1,859                                 | 1,861e-02                             | 1,863e-04                             |
| Explizite Integration             | –   | –   | 8,478                                 | 7,644e-01                             | 7,577e-02                             |

In diesem Beispiel ergibt eine zehntel so große Zeitschrittweite eine etwa hundertfache Genauigkeit bei Benutzung der Newmark-beta-Verfahren und eine etwa zehnfache Genauigkeit der expliziten Integration.